# كلية الطب البيطري (جامعة بغداد)
كلية الطب البيطري هي إحدى كليات جامعة بغداد تأسست سنة 1955 تخرجت منها 52 دفعة منذ تأسيسها تعتبر من اقدمالجامعات بالعراق والوطن العربي بسبب الكادر التدريسي المتخصص من جميع دول العالم تقع في بغداد منطقة العامرية وتضم عدة اقسام منها قسم الامراض المشتركة والصحة العامة والتشريح البيطري وقسم الصحة البيطرية والجراحة والتوليد والامراض وامراض الدواجن والاسماك والطب الباطني والوقائي تم قصف إحدى القاعات وقتل واعتقال بعض الاساتذة وطلبة الاقسام الداخلية في الظروف المتدهورة للعاصمة بغداد من سنة 2003الى 2008 واصدرت وزارة التعليم العالي كتابا سنة 2009 ان تصيح جميع المناهج باللغة الإنكليزية وموافقة للمناهج بالجامعات العالمية بعد ما كانت بعض منها باللغة العربية وحدى خصائص هذه الكلية هو ان الطالب في المرحلة الأولى والأول على مرحلتة له الحق في التحويل إلى الطب البشري.

## الفروع العلمية في الكلية
1.فرع الطب الباطني والوقائي البيطري:
يعد من أهم الفروع العلمية في كلية الطب البيطري/ جامعة بغداد كونه مرتبط ارتباطا مباشرا بتاهيل الطالب كي يكون طبيبا بيطريا ناجحا من خلال العمل على تدريسيه واطلاعه على كافة الجوانب المتعلقه بتعلم اساليب تشخيص الامراض وصرف العلاج للحالات المرضية وكيفية التعامل مع الاوبئة والامراض من خلال تعلم الطرق الصحيحة للسيطرة على الامراض من برامج وقائيه وتلقيحات دورية والعمل المستمر على رفد الجامعات والموسسات العلمية بالكوادر العليا من حاملي شهادة الدبلوم والماجستير والدكتوراة في الاختصاصات السريرية.
ومن مشاهير الفرع:
- أ.د.سليم امين حسو
- ا. عفاف عبد الرحمن يوسف

2.فرع الجراحة والتوليد البيطري:
وهو أحد الفروع السريرية في كلية الطب البيطري/ جامعة بغداد يتطلع فرع الجراحة والتوليد ان يكون أحد الفروع السريرية المهمة في كلية الطب البيطري والتي ترفد المجتمع باطباء بيطرين ملمين بعلوم الجراحة البيطرية وامراض التناسل والتوليد البيطري كون هذا الاختصاص يشكل نصف شخصية الطبيب البيطري.
ومن مشاهير الفرع:
- أ.د.محمد جواد عيسى
- أ.م.د.راهي ناهي الاسدي
- أ.م.د.احمد حميد فتح الله

3.فرع الأحياء المجهرية:
العمل الجاد عن اعطاء طلبة المرحلة الثالثة المعلومات الكافية بجميع اختصاصات علوم الاحياء المجهرية من البكتريا المرضية والفايروسات والفطريات التي تصيب الحيوان والانسان والتطورات الحديثة في هذا المجال لكي يكون مدخلاً للعلوم الأخرى في السنوات اللاحقة منها الامراض المعدية وامراض الدواجن والامراض المشتركة.
وأعطاء الطلبة المعلومات الحديثة اللازمة في علم المناعة للاحياء المجهرية وكيفية مكافحتها بالمضادات واللقاحات.
وأعطاء دور للطبيب البيطري في العمل في مجال المختبرات والصحة العامة واللقاحات البيطرية.
ومن مشاهير الفرع:
- أ.م.د.اسماء حمودي عبد الله
- أ.م.د.اكرام عباس عبود
- أ.م.د.داليا عبد الكريم

4.فرع الصحة العامة:
```
يعد فرع الصحة العامة البيطرية أحد الصروح العلمية الرصينة لكلية الطب البيطري منذ تأسيسها في عام 1955 وكان رافدا رائدا للكفاءات العلمية للتعليم العالي ووزارتي الزراعة والصحة على السواء وساندا ضروريا للقطاع الخاص معتمدا على القاعدة الرصينة في الخدمات العلمية وتخريج كوادر لمراقبة المحاجر في المنافذ الحدودية مع الدول المجاورة للسيطرة على امراض الحيوانات والاغذية الداخلة للوطن وتوفير الأمن الصحي والغذائي لشعبنا بالإضافة إلى مشاركة اساتذته في اللجان والدراسات والمؤتمرات والندوات والبحوث العلمية المتعلقة بالأمراض المشتركة بين الإنسان والحيوان وعلاجها.
```

ومن مشاهير الفرع:
- أ.م.د.ضرغام حمزه يوسف
- أ.م.د.معتز عبد الواحد عبد المنعم
- أ.م.د.نجم هادي نجم

5.فرع الطفيليات:
الرسالة الأساسية والمهمة لفرع الطفيليات هي تدريس علم الطفيليات الذي يعتبر من العلوم الأساسية والتي تدرس في الكليات الطبية والعلوم...
ويضم علم الطفيليات (الديدان، الاوالي، والحشرات) حيث يتم تدريسها إلى المراحل الأولية (المرحلة الثالثة) إضافة إلى الدراسات العليا حيث يتم تخريج أعداد من طلبة الماجستير والدكتوراه سنوياً من الفرع وتحت إشراف أساتذة مختصين في علم الطفيليات، إضافة لذلك فأن تدرسيوا الفرع ينجزون سنوياُ عدد من البحوث العلمية لأغراض الترقيات، كما يقدم الفرع العديد من الاستشارات العلمية في داخل الكلية وخصوصاً لطلبة الدراسات العليا من فروع أخرى وخارج الكلية إلى كليات علمية إضافة لذلك الاستشارات العلمية إلى بعض الوزارات كوزارة الزراعة ووزارة العلوم والتكنولوجيا.
ومن مشاهير الفرع:
- أ.م.د.مي حميد كوان
- أ.م.د.اثمار خضير عباس
- أ.م.د.عامر مرحم عبد

6.فرع الفسلجة والأدوية:
يشكل فرع الفسلجة والأدوية جزءا من كلية الطب البيطري/ جامعة بغداد لقد ساهم الفرع ومنذ تأسيسه من أوائل عام 1955 المساهمة الجادة في تدريس اختصاصات الفسلجة والأدوية والسموم والكيمياء الحياتية والكيمياء العامة في مراحل البكالوريوس والماجستير والدكتوراه. ومنذ تأسيسه والفرع في نمو وتطور مستمر وعلى جميع المستويات البشرية منها والبرامج الدراسية الجامعية والبحثية. ويعتبر فرع الفسلجة والأدوية من الفروع المهمة ويضم (38) تدريسيا في الاختصاصات المختلفة يساهمون إلى جانب واجباتهم الأكاديمية في البحث العلمي.
ومن مشاهير الفرع:
- أ.م.د.هدى فلاح حسن راضي القره غولي
- أ.م.د.لمى وليد خليل
- أ.م.د.مهند عبد الستار البياتي

7.فرع الامراض والدواجن:
1- شعبة امراض الدواجن Poultry Diseases
تضم هذه الشعبة استشاريين والاختصاصيين في اختصاص أمراض الدواجن والذين يقومون بالتدريس النظري، والعملي والسريريات لمراحل الخامس والرابع، وكذلك تدريس طلبة الدكتوراه، في اختصاص امراض الدواجن.
2- شعبة الامراض Pathology
تضم هذه الشعبة الاستشاريين بعلم الامراض والذين يقومون بالتدريس مادة النظري والعملي لعلم الامراض لطلبه المرحلة الثالثة.
3- شعبة امراض الاسماك Fish Disease
وتشمل هذه الشعبة الاستشاريين والاختصاصيين في تربية وتغذية وامراض الاسماك.
ومن مشاهير الفرع:
- أ.د.محمد جويد علوان
- أ.د.خليل حسن زناد
- أ.م.د.بشرى إبراهيم مصطفى

8.فرع التشريح والانسجة البيطرية:
ومن مشاهير الفرع:
- أ.د.شاكر محمود مرهش عرب
- أ.م.د.فرحان عوده ربيع سلمان
- أ.م.د.فايق جبار تقي حسين

9.وحدة الامراض المشتركة:

## الموقع الإلكتروني
http://www.covm.uobaghdad.edu.iq
vetteb.com